# 世界科技城市聯盟
世界科技城市聯盟（韓語： 英語：）在南韓大田市成立，有30個國家共63個會員城市，2010年曾於台灣新竹市舉行會議。

## 主要會員
- 美國德克薩斯州首府奧斯汀
- 美國亞利桑那州首府鳳凰城
- 澳大利亞昆士蘭州首府布里斯本
- 加拿大渥太華
- 加拿大卡爾加里
- 臺灣新竹市
- 中國大陸合肥市
- 南韓大田
- 日本岐阜
- 中國大陸南京市

## 會員大會
世界科技城市聯盟的會員大會每兩年舉辦一次，提供論壇的平台來討論科技城市需面臨的課題，也提供產官學三方的合作機會。
- 第一屆(1998)韓國大田
- 第二屆(2000)中國大陸南京
- 第三屆(2002)墨西哥蒙特婁
- 第四屆(2004)瑞典烏普薩拉
- 第五屆(2006)澳大利亞布里斯本
- 第六屆(2008)南韓大田
- 第七屆(2010)台灣新竹市

## 計畫
目前與聯合國教科文組織簽訂有2005到2010年的合作計畫，舉辦、主持相關科學的研討會和發展計畫。